# Кабдулов, Зейнулла
Зейнулла Кабдулов (каз. Зейнолла Қабдолов; 12 декабря 1927, пос. Доссор Гурьевская область Казахская ССР — 25 августа 2006, Алматы Республика Казахстан) — казахский и советский писатель, драматург, переводчик, литературовед, литературный критик. доктор филологических наук (1972), профессор (1974), академик НАН РК (2004).
Народный писатель Казахстана (1994), Заслуженный деятель науки Кыргызской Республики (1995), Лауреат Государственной премии Республики Казахстан в области литературы и искусства (1998).

## Биография
Родился в семье рабочего.
В 1950 году окончил филологический факультет Казахского университета имени С. М. Кирова в г. Алма-Ата.
В 1950—1952 гг. работал ответственным секретарём журнала «Адебиет жане искусство» , заведующим секцией прозы Союза писателей Казахстана (1952—1954), главным редактором журнала «Жулдыз» (1954—1957).
С 1957 — на партийной работе, был заведующим сектором культуры ЦК Компартии Казахстана с 1957 по 1959 год, затем до 1961 года — главным редактором газеты «Казах адебиети» и секретарём правления Союза писателей Казахстана.
В 1961 году защитил кандидатскую, а в 1970 — докторскую диссертацию на тему «Теоретические проблемы казахского литературоведения». Профессор с 1970 года.
Работал доцентом КазГУ.

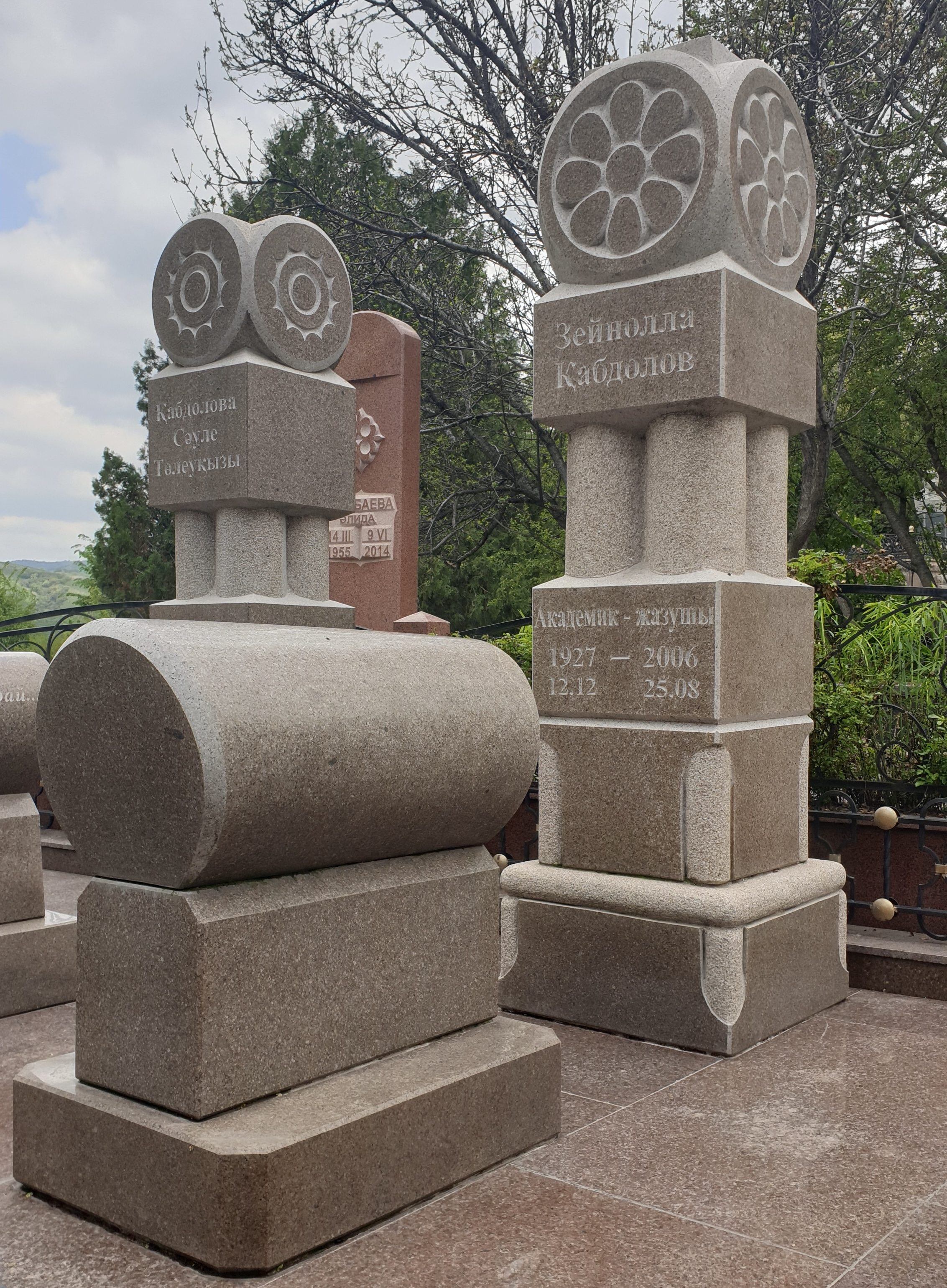
Надгробные памятники над могилами жены Сауле и самого Зейноллы Кабдоллы

Умер 25 августа 2006 года в Алма-Ате. Похоронен на Кенсайском кладбище.

## Творчество
Автор ряда прозаических произведений, пьес, очерков, статей о казахской литературе, а также учебника для вузов «Основы теории литературы» («Әдебиет теориясынын негіздері», 1970).
Первые стихотворения и очерки были опубликованы в 1945 году, первый рассказ «Серт» — в 1947 году.

## Избранная библиография
- повесть «Искра жизни» («Өмір ұшқыны», 1956, рус. пер. 1958), посвящена студенческой молодежи,
- книга очерков «Человек» (1964)
- роман «Пламя» («Жалын», 1963, рус. пер. 1971) о жизни рабочих и ученых,
- дилогия «Если мы не будем гореть» («Біз жанбасақ», 1974),
- пьеса «Неугасимый огонь» («Сөнбейтін от», 1967) о жизни современников (поставлена на сцене Казахского академического и Гурьевского областного драматических театров)
- «Исповедь» (1975)
- «Искусство слова» («Сөз өнері», 1976)
- «Стрела» (1977) и др.

З. Кабдулов — автор текста популярной песни «Девушка с берегов Яика».
Он плодотворно работает и в области литературоведения и литературной критики. Им издана монография «Природа жанра» («Жанр сыры», 1964), посвященная вопросам писательского мастерства.
Отдельные произведения писателя переведены на языки народов СССР и зарубежных стран.
Зейнулла Кабдулов известен и как переводчик. Его перу принадлежат переводы с русского на казахский язык отдельных произведений А. С. Пушкина, Н. В. Гоголя, А. Н. Островского, А. М. Горького, Назыма Хикмета, Л. Кассиля, Вл. Добровольского, В. Закруткина и других.

## Награды
Почётные звания
- 1980 — Премия ВЦСПС и Союза писателей СССР
- 1984 — Заслуженный деятель науки Казахской ССР
- 1987 — Нагрудный знак «Отличник народного просвещения Казахской ССР»
- 1994 — Народный писатель Республики Казахстан
- 1995 (27 июля) — Заслуженный деятель науки Кыргызской Республики — за большой вклад в развитии и взаимное обогащение казахской и кыргызской литературы и литературоведения[1]
- 1998 — Государственная премия Республики Казахстан в области литературы и искусства — за роман «Менің Әуезовім»
- 2000 — Почётный заведующий кафедрой Казахского национального университета им. Аль-Фараби
- 2003 — Нагрудный знак «За заслуги в развитии науки Республики Казахстан»
- 2005 — Почётный гражданин Атырауской области
- 2005 — Независимая премия «Платиновый Тарлан»

Ордены
- 1959 (3 января) — Орден «Знак Почёта» — за выдающиеся заслуги в развитии казахского искусства и литературы и в связи с декадой казахского искусства и литературы в г. Москве[2]
- 1987, 11 декабря — Орден Дружбы народов
- 1998 — Медаль «Астана»
- 2001 (10 декабря) — Орден Парасат — за заслуги перед государством, значительный вклад в социально-экономическое и культурное развитие страны, а также в связи с 10-летием независимости республики[3]

Медали
- 1964 — Медаль «За освоение целинных земель»
- 1965 — Юбилейная медаль «Сорок лет Победы в Великой Отечественной войне 1941—1945 гг.»

- 1970 — Медаль «В ознаменование 100-летия со дня рождения Владимира Ильича Ленина»
- 1976 — Победитель социалистического соревнования
- 1986 — Медаль «Ветеран труда»
- 2001 — Медаль «10 лет независимости Республики Казахстан»
- 2005 — Медаль «60 лет Победы в Великой Отечественной войне 1941—1945 гг.» (Казахстан)
- 2005 — Медаль «10 лет Конституции Республики Казахстан»
- Почётная грамота Верховного Совета Казахской ССР